# Comté de Blaine (Montana)
Pour les articles homonymes, voir Comté de Blaine.
Le comté de Blaine est un des 56 comtés de l’État du Montana, aux États-Unis. En 2010, la population était de 6 491 habitants. Son siège est Chinook. Le comté a été fondé en 1912 et doit son nom à James Blaine, homme politique américain.

## Géolocalisation
|                   | Saskatchewan, Canada |                   |
| Comté de Hill     | Comté de Blaine      | Comté de Phillips |
| Comté de Chouteau | Comté de Fergus      |                   |

## Principales villes
- Chinook
- Harlem